# 시모타카이도역
시모타카이도역(일본어: 下高井戸駅)은 일본 도쿄도 세타가야구 마쓰바라 3초메에 위치한 게이오 전철과 도쿄 급행 전철의 역이다.
게이오 선의 소속역으로, 게이오 전철 게이오 선과 도큐 세타가야 선이 교차하는 환승역이다. 세타가야 선의 경우 시종점역이다. 역 번호는 게이오 선이 KO07, 세타가야 선이 SG10이다.

## 역사

### 게이오 전철
- 1913년 4월 15일: 게이오 전기궤도의 시모타카이도역으로 영업 개시.
- 1938년 3월 25일: 니치다이마에역으로 역명 변경.
- 1944년
  - 5월 31일: 도쿄 급행 전철에 병합, 동사 게이오 선의 역이 됨.
  - 일자 불명: 시모타카이도역으로 역명 환원.
- 1948년 6월 1일: 도큐에서 게이오 제도 전철이 분리되면서 당 회사의 역이 됨.
- 1993년: 교상역사 사용 개시.
- 2015년 3월 29일: 니혼 대학 문이학부 근처역의 역명판 설치.

### 도쿄 급행 전철
- 1925년 5월 1일: 시모타카이도역으로 영업 개시.

## 역 구조

### 게이오 전철
상대식 승강장 2면 2선의 지상역이다. 급커브상에 있기 때문에 상행선 60km/h, 하행선 65km/h의 속도 제한이 있어 통과 열차는 저속으로 통과한다.
교상역사를 갖고 승강장과 개찰구, 개찰구와 지상과의 사이를 각각 연결하는 엘리베이터가 설치되어 있다. 화장실은 상행 승강장에 위치하고 다기능 화장실도 병설되어 있다.
1993년에 현행 역사가 준공하기 전에는 상하행선별 역사였다. 또한, 인접하는 건널목도 전에는 담당자가 수동으로 차단기를 조작하는 1종 건널목이었다. 본 역에 있던 수동식 건널목 설비는 게이오 자료관(통상은 비공개)에 저장되어 있다.
2010년 말경, 개찰구 앞에 LCD식, 승강장에 LED식 발차표가 신설되었다.
2015년 3월 29일부로 "니혼 대학 문이학부 근처역"의 역명판 설치되었다.

#### 승강장
| 번호 | 노선      | 방향 | 행선                                                    |
| ---- | --------- | ---- | ------------------------------------------------------- |
| 1    | 게이오 선 | 하행 | 조후・하시모토・게이오하치오지・다카오산구치 방면       |
| 2    | 게이오 선 | 상행 | 메이다이마에・사사즈카・신주쿠・도영도영 신주쿠 선 방면 |

### 도쿄 급행 전철
두단식 승강장 2면 1선의 구조인 지상역이다. 승강장은 게이오 선 하행 방면 승강장변에 위치하고 있다. 세타가야 선 운임 수수는 기본적으로 차내에서 실시되지만 본 역에는 유인 개찰구가 있다. 다만, 승차 전용 승강장의 마쓰바라 방향 개찰구는 저녁과 평일 아침 러시아워 시간에만 영업한다. 또, 하차 전용 승강장은 본 역의 동서를 이어주는 자유 통로의 역할도 있다.
화장실은 하차 전용 승강장 산겐쟈야 방향에 위치하고(관리는 세타가야 구), 다기능 화장실도 있지만 당초부터 오스토 메이트에 대응하지 않았다. 2013년에 대응화되었지만 많은 역에서 보여지는 것과 다른 순서로 인하여 매우 번잡하다.
게이오 선과 세타가야 선의 승강장은 인접하고 있으며, 궤간은 같은 1,372mm인 것부터, 제2차 세계 대전 중에는 다마가와 선 오하시 공장과 게이오 선의 사쿠라조스이 공장 간 부품 보급 열차를 운행시키기 위해서 선로도 이어졌었다. 다만, 여객 열차 직통 운전 등이 실시된 것은 없었다.

#### 승강장
| 승강장 | 노선        | 방향 | 행선                    |
| ------ | ----------- | ---- | ----------------------- |
| 북     | 세타가야 선 | 상행 | 가미마치・산겐자야 방면 |
| 남     | 세타가야 선 | 하행 | 하차 전용               |

## 이용 현황
| 연도별 1일 평균 하차 승차 인원 | 연도별 1일 평균 하차 승차 인원 | 연도별 1일 평균 하차 승차 인원 |
| 연도                           | 평균 하차 인원                 | 평균 승차 인원                 |
| ------------------------------ | ------------------------------ | ------------------------------ |
| 1955년                         | 32,401                         |                                |
| 1960년                         | 39,268                         |                                |
| 1965년                         | 51,735                         |                                |
| 1970년                         | 50,003                         |                                |
| 1973년                         | 55,818                         |                                |
| 1975년                         | 52,028                         |                                |
| 1980년                         | 42,720                         |                                |
| 1985년                         | 42,464                         |                                |
| 1990년                         | 46,137                         | 23,203                         |
| 1991년                         |                                | 23,699                         |
| 1992년                         | 23,384                         |                                |
| 1993년                         | 23,268                         |                                |
| 1994년                         | 23,260                         |                                |
| 1995년                         | 46,768                         | 23,126                         |
| 1996년                         |                                | 23,359                         |
| 1997년                         | 22,893                         |                                |
| 1998년                         | 23,077                         |                                |
| 1999년                         | 22,719                         |                                |
| 2000년                         | 46,138                         | 22,685                         |
| 2001년                         | 46,461                         | 22,957                         |
| 2002년                         | 46,258                         | 22,778                         |
| 2003년                         | 46,060                         | 22,737                         |
| 2004년                         | 45,475                         | 22,436                         |
| 2005년                         | 45,420                         | 22,537                         |
| 2006년                         | 44,938                         | 22,412                         |
| 2007년                         | 45,783                         | 22,859                         |
| 2008년                         | 45,939                         | 22,924                         |
| 2009년                         | 45,106                         | 22,476                         |
| 2010년                         | 44,318                         | 22,085                         |
| 2011년                         | 44,009                         | 21,951                         |
| 2012년                         | 44,239                         | 21,882                         |
| 2013년                         | 44,270                         | 22,072                         |
| 2014년                         | 44,039                         | 21,964                         |
| 2015년                         | 44,407                         | 22,024                         |
| 2016년                         | 44,848                         |                                |

## 역 주변
- 히로후미도 서점(역 구내)
- 니혼 대학 문이학부・사쿠라오카 고등학교
- 국도 제20호선
- 수도고속도로 4호선 신주쿠 선
- 도쿄 도도 427호 세타누쿠이 선
- 도쿄 도립 마쓰바라 고등학교
- 세타가야 아카쓰쓰미 우체국
- 시모타카이도 상점가
- 시모타카이도 시네마
- 세타가야 구립 마쓰자와 초등학교
- 세타가야 구립 마쓰자와 중학교
- 게이오 전철 이노카시라 선 에이후쿠초 역 - 약 1.3km 거리에 있음

## 사진

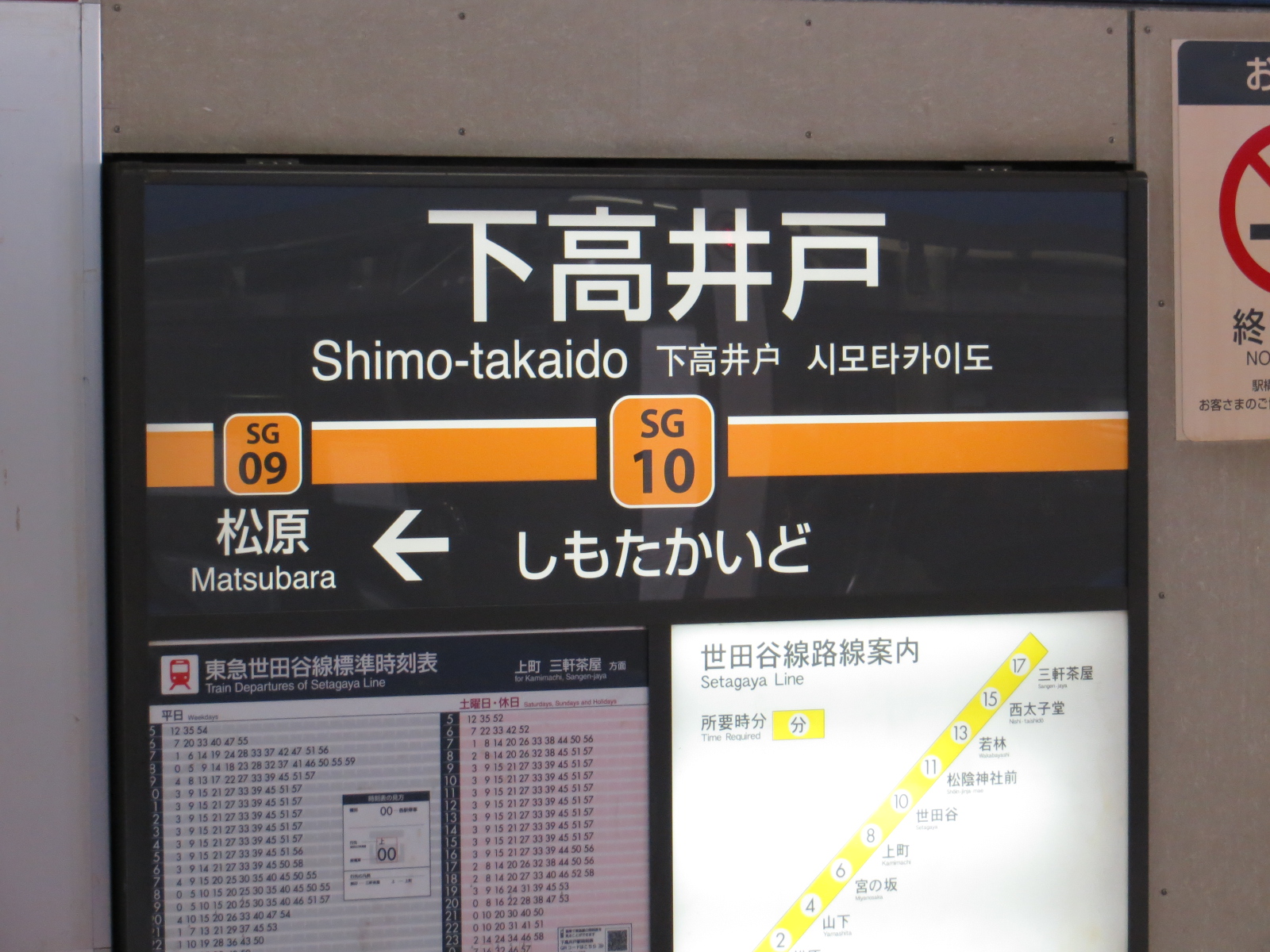
세타가야 선 역명판 (2013년 10월 30일)

## 같이 보기
- 다카이도 역 - 게이오 이노카시라 선

## 인접역
| 게이오 전철 게이오 선          | 게이오 전철 게이오 선 | 게이오 전철 게이오 선                  |
| ------------------------------ | --------------------- | -------------------------------------- |
| KO 06 메이다이마에 신주쿠 방면 | ■ 쾌속 ■ 각역정차     | 사쿠라조스이 KO 08 게이오하치오지 방면 |
| 도쿄 급행 전철 세타가야 선     |                       |                                        |
| SG 09 마쓰바라 산겐자야 방면   |                       | 시·종착역                              |